# Olympische Sommerspiele 1992/Leichtathletik – Weitsprung (Frauen)
Der Weitsprung der Frauen bei den Olympischen Spielen 1992 in Barcelona wurde am 6. und 7. August 1992 im Olympiastadion Barcelona ausgetragen. 34 Athletinnen nahmen teil.
Olympiasiegerin wurde die Deutsche Heike Drechsler, die vor der Ukrainerin Inessa Krawez, hier für das Vereinte Team am Start, gewann. Die Bronzemedaille errang die US-Amerikanerin Jackie Joyner-Kersee.
Für Deutschland gingen neben der Siegerin Drechsler Helga Radtke und Susen Tiedtke an den Start. Radtke scheiterte in der Qualifikation. Tiedtke erreichte sich für das Finale und wurde Achte.

Ljudmila Ninova nahm für Österreich teil. Sie schied in der Qualifikation aus.

Athletinnen aus der Schweiz und Liechtenstein waren nicht dabei.

## Aktuelle Titelträgerinnen
| Olympiasiegerin 1988                      | Jackie Joyner-Kersee ( USA)                    | 7,40 m | Seoul 1988            |
| Weltmeisterin 1991                        | Jackie Joyner-Kersee ( USA)                    | 7,32 m | Tokio 1991            |
| Europameisterin 1990                      | Heike Drechsler ( DDR)                         | 7,30 m | Split 1990            |
| Panamerikanische Meisterin 1991           | Diane Guthrie ( USA)                           | 6,64 m | Havanna 1991          |
| Zentralamerika und Karibik-Meisterin 1991 | Flora Hyacinth ( Amerikanische Jungferninseln) | 6,65 m | Xalapa 1991           |
| Südamerika-Meisterin 1991                 | Rita Slompo ( Brasilien)                       | 5,94 m | Manaus 1991           |
| Asienmeisterin 1991                       | Ri Yong-ae ( Nordkorea)                        | 6,79 m | Kuala Lumpur 1991     |
| Afrikameisterin 1992                      | Karen Botha ( Südafrika)                       | 6,78 m | Belle Vue Maurel 1992 |
| Ozeanienmeisterin 1990                    | Katie Ackerman ( Australien)                   | 6,01 m | Suva 1990             |

## Bestehende Rekorde
| Weltrekord         | 7,52 m | Galina Tschistjakowa ( Sowjetunion) | Leningrad (heute Sankt Petersburg), Sowjetunion (heute Russland) | 11. Juni 1988      |
| Olympischer Rekord | 7,40 m | Jackie Joyner-Kersee ( USA)         | Finale OS Seoul, Südkorea                                        | 29. September 1988 |

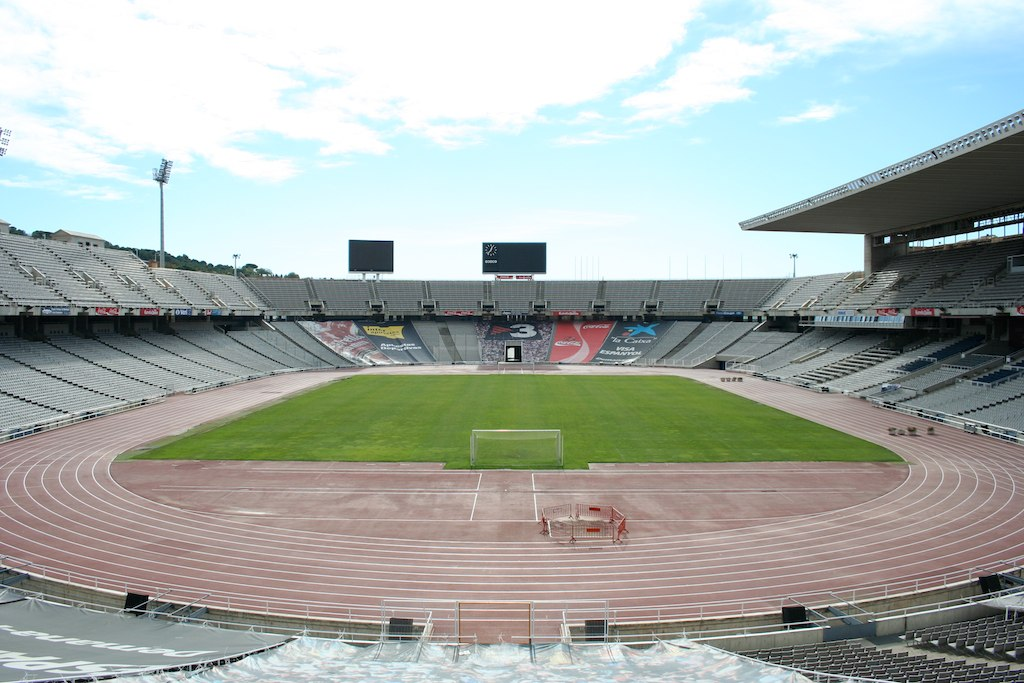
Das Olympiastadion von Barcelona im Jahr 2008

Der bestehende olympische Rekord wurde bei diesen Spielen nicht erreicht. Am weitesten sprang die deutsche Olympiasiegerin Heike Drechsler, die im Finale bei einem Gegenwind von 0,7 m/s 7,14 m erzielte und damit den olympischen Rekord um 26 Zentimeter verfehlte. Zum Weltrekord fehlten ihr 38 Zentimeter.

## Doping
In diesem Wettbewerb gab es einen Dopingfall. Die Analyse der Dopingprobe der zunächst viertplatzierten Litauerin Nijolė Medvedeva ergab, dass sie das Stimulans Mesocarb eingenommen hatte. Medvedeva wurde daraufhin disqualifiziert. Die ursprünglich hinter ihr platzierten Athletinnen rückten um jeweils einen Rang nach vorne.
Benachteiligt wurden vor allem zwei Athletinnen:
- Susen Tiedtke, Deutschland – Ihr hätten im Finale drei weitere Versuche zugestanden.
- Ljudmila Ninova, Österreich – Sie hätte am Finale teilnehmen können.

## Qualifikation
Datum: 6. August 1992, 10:05 Uhr
Für die Qualifikation wurden die Athletinnen in zwei Gruppen gelost. Fünf von ihnen (hellblau unterlegt)  übertrafen die direkte Finalqualifikationsweite von 6,75 m. Damit war die Mindestanzahl von zwölf Finalteilnehmerinnen nicht erfüllt. So wurde das Finalfeld mit den sieben nächstbesten Springinnen (hellgrün unterlegt) beider Gruppen auf zwölf Wettbewerberinnen aufgefüllt. Für die Finalteilnahme mussten schließlich 6,55 m gesprungen werden.

## Legende
Kurze Übersicht zur Bedeutung der Symbolik – so üblicherweise auch in sonstigen Veröffentlichungen verwendet:
| – | verzichtet                            |
| x | ungültig                              |
| r | Wettkampf nicht fortgesetzt (retired) |

### Gruppe A

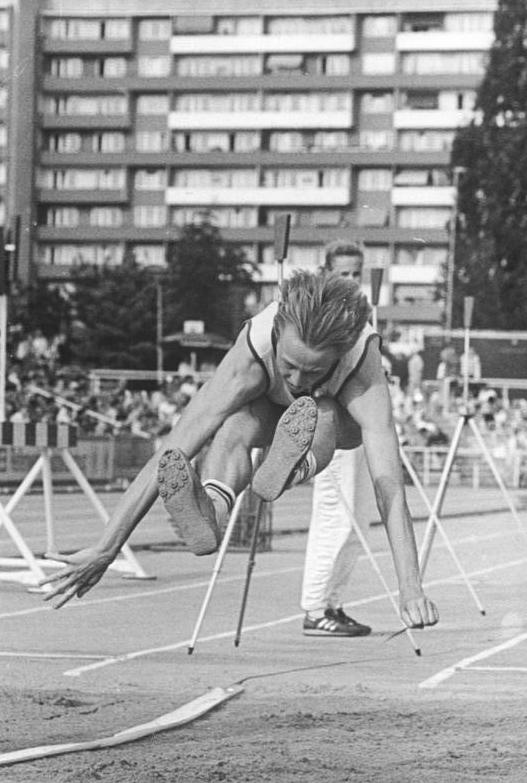
Helga Radtke – ausgeschieden mit 6,42 m in Qualifikationsgruppe A

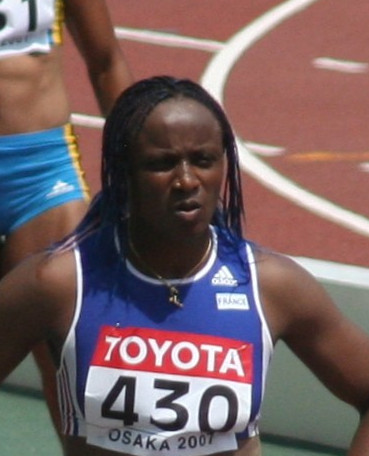
5,55 m, erzielt in Qualifikationsgruppe A, reichten Eunice Barber nicht zur Finalteilnahme

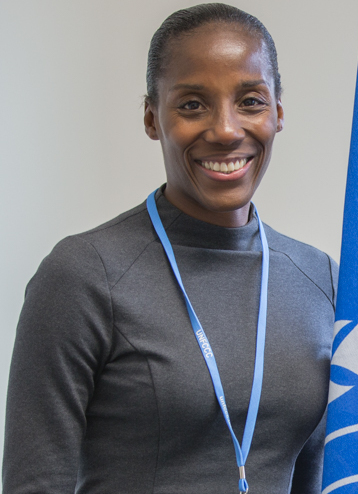
Fiona May scheiterte in Qualifikationsgruppe A ohne gültigen Sprung

| Platz | Name                | Nation                       | 1. Versuch (m) Wind (m/s) | 2. Versuch (m) Wind (m/s) | 3. Versuch (m) Wind (m/s) | Resultat (m) | Anmerkung                              |
| 1     | Heike Drechsler     | Deutschland                  | 7,08 / +0,6               | –                         | –                         | 7,08         |                                        |
| 2     | Mirela Dulgheru     | Rumänien                     | 6,63 / +0,1               | 6,83 / ±0,0               | -                         | 6,83         |                                        |
| 3     | Flora Hyacinth      | Amerikanische Jungferninseln | 6,71 / −0,4               | 6,44 / −0,3               | 6,56 / −0,3               | 6,71         |                                        |
| 4     | Sharon Couch-Jewell | USA                          | 6,49 / ±0,0               | 6,44 / −1,0               | 6,64 / −1,4               | 6,64         |                                        |
| 5     | Sheila Echols       | USA                          | x                         | 6,55 / +0,7               | 6,55 / −0,1               | 6,55         |                                        |
| 6     | Agata Karczmarek    | Polen                        | 6,48 / +0,3               | 6,55 / −1,9               | 6,48 / +0,5               | 6,55         |                                        |
| 7     | Ljudmila Ninova     | Österreich                   | 5,97 / −0,6               | 6,53 / −0,2               | 6,51 / −0,1               | 6,53         | eigentlich für das Finale qualifiziert |
| 8     | Yang Juan           | Volksrepublik China          | 6,49 / −0,4               | x                         | 6,42 / −1,1               | 6,49         |                                        |
| 9     | Helga Radtke        | Deutschland                  | x                         | 6,42 / +0,3               | x                         | 6,42         |                                        |
| 10    | Valentina Uccheddu  | Italien                      | 6,40 / −0,2               | 6,32 / −2,1               | x                         | 6,40         |                                        |
| 11    | Tamara Malešev      | IOP                          | 6,35 / +0,3               | 5,97 / −0,8               | 5,82 / −1,2               | 6,35         | Teilnehmerin aus Serbien               |
| 12    | Dionne Rose         | Jamaika                      | 6,19 / −0,9               | x                         | 6,22 / −0,2               | 6,22         |                                        |
| 13    | Ri Yong-ae          | Nordkorea                    | 6,17 / +0,6               | 6,13 / −0,8               | 6,17 / −0,4               | 6,17         |                                        |
| 14    | Eunice Barber       | Sierra Leone                 | 5,55 / −0,1               | x                         | 5,55 / −0,6               | 5,55         |                                        |
| NM    | Larissa Bereschnaja | EUN                          | x                         | r                         |                           | ogV          |                                        |
| NM    | Rita Ináncsi        | Ungarn                       | x                         | x                         | x                         | ogV          |                                        |
| NM    | Fiona May           | Großbritannien               | x                         | r                         |                           | ogV          |                                        |
| DNS   | Muyebg Mabala       | Zaire                        |                           |                           |                           |              |                                        |

### Gruppe B
| Platz | Name                 | Nation              | 1. Versuch (m) Wind (m/s) | 2. Versuch (m) Wind (m/s) | 3. Versuch (m) Wind (m/s) | Resultat (m) | Anmerkung                 |
| 1     | Irina Muschailowa    | EUN                 | 6,67 / −0,9               | 5,96 / −1,5               | 6,88 / +1,5               | 6,88         |                           |
| 2     | Inessa Krawez        | EUN                 | 6,70 / +0,8               | 6,79 / +0,5               | –                         | 6,79         |                           |
| 3     | Jackie Joyner-Kersee | USA                 | 6,75 / −0,3               | –                         | –                         | 6,75         |                           |
| 4     | Susen Tiedtke        | Deutschland         | 6,74 / +0,3               | x                         | 5,11 / −1,2               | 6,74         |                           |
| 5     | Renata Nielsen       | Dänemark            | 6,63 / +0,3               | x                         | x                         | 6,63         |                           |
| 6     | Ringa Ropo-Junnila   | Finnland            | 6,26 / +0,3               | 6,52 / −0,3               | 6,48 / +0,3               | 6,52         |                           |
| 7     | Marieta Ilcu         | Rumänien            | 6,46 / −0,3               | x                         | 6,45 / −2,6               | 6,46         |                           |
| 8     | Liu Shuzhen          | Volksrepublik China | x                         | 6,44 / −0,4               | 6,32 / −0,6               | 6,44         |                           |
| 9     | Karen Botha          | Südafrika           | 6,43 / −1,6               | 6,38 / −1,2               | 6,40 / −0,5               | 6,43         |                           |
| 10    | Antonella Capriotti  | Italien             | x                         | 6,43 / −1,0               | x                         | 6,43         |                           |
| 11    | Jacqueline Edwards   | Bahamas             | x                         | 5,91 / −0,2               | 6,41 / −1,1               | 6,41         |                           |
| 12    | Oluyinka Idowu       | Großbritannien      | x                         | x                         | 6,29 / +0,8               | 6,29         |                           |
| 13    | Joanne Wise          | Großbritannien      | x                         | x                         | 5,87 / −1,4               | 5,87         |                           |
| 14    | Natalia Toledo       | Paraguay            | 5,73 / −2,5               | 5,48 / −0,3               | x                         | 5,73         |                           |
| 15    | Sonya Agbéssi        | Benin               | 5,64 / −1,4               | x                         | x                         | 5,64         |                           |
| NM    | Diane Guthrie        | Jamaika             | x                         | x                         | x                         | ogV          |                           |
| NM    | Nicole Staines       | Australien          | x                         | x                         | x                         | ogV          |                           |
| DOP   | Nijolė Medvedeva     | Litauen             | 6,71 / +0,5               | 6,68 / +0,4               | 6,46 / +0,5               | 6,71         | für das Finale zugelassen |

## Finale

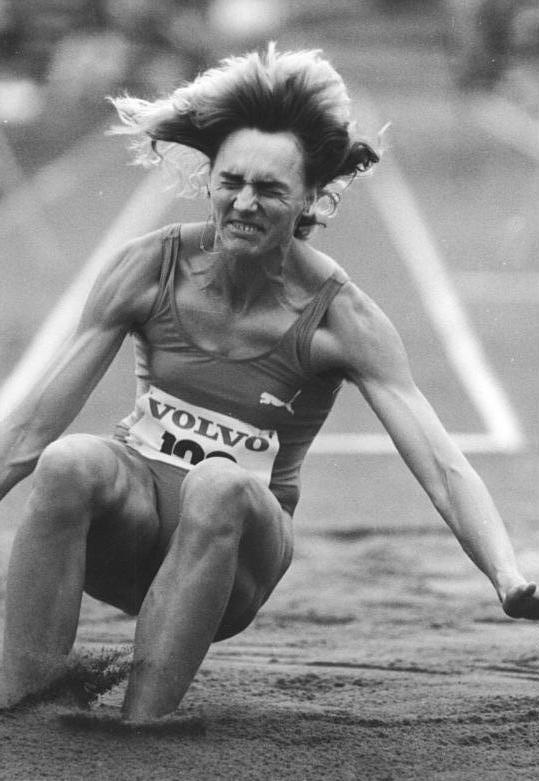
Olympiasiegerin wurde die Mitfavoritin Heike Drechsler

Datum: 7 August 1992, 19:15. Uhr
| Platz | Name                 | Nation                       | 1. Versuch (m) Wind (m/s) | 2. Versuch (m) Wind (m/s) | 3. Versuch (m) Wind (m/s) | 4. Versuch (m) Wind (m/s)                       | 5. Versuch (m) Wind (m/s)                       | 6. Versuch (m) Wind (m/s)                       | Resultat (m) |
| 1     | Heike Drechsler      | Deutschland                  | 6,34 / −0,3               | 6,99 / +1,1               | 6,85 / −0,4               | 7,14 / −0,7                                     | 6,97 / −0,4                                     | x                                               | 7,14         |
| 2     | Inessa Krawez        | EUN                          | 7,12 / / −0,2             | 6,99 / +0,7               | 6,94 / −0,3               | 6,91 / +0,2                                     | 6,88 / −0,2                                     | 7,00 / +0,5                                     | 7,12         |
| 3     | Jackie Joyner-Kersee | USA                          | 7,07 / ±0,0               | x                         | 6,91 / −0,3               | 7,00 / −0,9                                     | 5,17 / −0,6                                     | 6,90 / −0,4                                     | 7,07         |
| 4     | Mirela Dulgheru      | Rumänien                     | 6,51 / +1,2               | 6,54 / −0,4               | 6,71 / +0,9               | 6,52 / +0,8                                     | 6,31 / −1,3                                     | 6,36 / +0,8                                     | 6,71         |
| 5     | Irina Muschailowa    | EUN                          | 6,51 / +0,6               | 6,56 / +0,2               | 6,68 / −0,5               | 6,67 / ±0,0                                     | x                                               | 6,43 / +0,2                                     | 6,68         |
| 6     | Sharon Couch-Jewell  | USA                          | 6,26 / ±0,0               | 6,52 / +0,2               | 6,66 / +1,0               | 6,15 / +0,8                                     | 6,11 / −0,3                                     | 6,17 / −0,2                                     | 6,66         |
| 7     | Sheila Echols        | USA                          | 6,51 / −0,6               | 6,62 / −1,5               | 6,14 / +0,4               | x                                               | x                                               | 6,44 / −0,4                                     | 6,62         |
| 8     | Susen Tiedtke        | Deutschland                  | 6,48 / +0,1               | x                         | 6,60 / +0,9               | eigentlich zu drei weiteren Sprüngen berechtigt | eigentlich zu drei weiteren Sprüngen berechtigt | eigentlich zu drei weiteren Sprüngen berechtigt | 6,60         |
|       |                      |                              |                           |                           |                           |                                                 |                                                 |                                                 |              |
| 9     | Flora Hyacinth       | Amerikanische Jungferninseln | 6,24 / −0,1               | 6,36 / −1,0               | 6,52 ±0,0                 | nicht im Finale der besten acht Springerinnen   | nicht im Finale der besten acht Springerinnen   | nicht im Finale der besten acht Springerinnen   | 6,52         |
| 10    | Agata Karczmarek     | Polen                        | 6,41 / −0,5               | 6,38 / −0,5               | 6,35 / +0,1               | nicht im Finale der besten acht Springerinnen   | nicht im Finale der besten acht Springerinnen   | nicht im Finale der besten acht Springerinnen   | 6,41         |
| 11    | Renata Nielsen       | Dänemark                     | 5,93 / −0,3               | 6,06 / −0,2               | 5,95 / −0,5               | nicht im Finale der besten acht Springerinnen   | nicht im Finale der besten acht Springerinnen   | nicht im Finale der besten acht Springerinnen   | 6,06         |
| DOP   | Nijolė Medvedeva     | Litauen                      | x                         | x                         | 6,66 / +0,5               | 6,76 / +0,+0,2                                  | 6,73 / −0,3                                     | 6,63 / −0,1                                     | 6,76         |

Für das Finale hatten sich zwölf Athletinnen qualifiziert, fünf von ihnen über die geforderte Qualifikationsweite, die weiteren sieben über ihre Platzierungen. Alle drei US-Springerinnen waren im Finale dabei, ebenso zwei Deutsche und zwei Teilnehmerinnen aus dem Vereinten Team. Komplettiert wurde das Finalfeld durch jeweils eine Athletin von den Amerikanischen Jungferninseln, aus Dänemark, Litauen, Polen und Rumänien.
Favoritinnen waren die Olympiasiegerin von 1988 und amtierende Weltmeisterin Jackie Joyner-Kersee aus den USA sowie die deutsche Europameisterin und Vizeweltmeisterin Heike Drechsler. Aber es gab noch weitere Springerinnen mit Bestleistungen deutlich jenseits der 7-Meter-Marke, die hier zu den Medaillenkandidatinnen zu zählen waren. So war die Ukrainerin Laryssa Bereschnaja, hier für das Vereinte Team am Start, mit 7,11 m WM-Dritte geworden und Marieta Ilcu aus Rumänien hatte als Vizeeuropameisterin 7,04 m erzielt. Ilcu scheiterte in Barcelona jedoch bereits in der Qualifikation.
Die Führung nach der ersten Runde übernahm Inessa Krawez aus dem Vereinten Team mit 7,12 m. Joyner-Kersee war 7,07 m gesprungen und lag auf Platz zwei. Drechsler schloss mit 6,99 m im zweiten Versuch auf und übernahm im vierten Durchgang mit 7,14 m die Führung. An dieser Reihenfolge sollte sich bis zum Schluss nichts mehr ändern. So gab es also Gold für Heike Drechsler, ganz überraschendes Silber für Inessa Krawez und Bronze für Jackie Joyner-Kersee.
Mit 6,76 m lag die später wegen Verstoßes gegen die Antidopingbestimmungen disqualifizierte Litauerin Nijolė Medvedeva zunächst auf Platz vier. Die ursprünglich hinter ihr platzierten Athletinnen rückten um jeweils einen Rang nach vorne. So wurde die Rumänin Mirela Dulgheru Vierte, Rang fünf belegte die für das Vereinte Team startende Irina Muschailowa. Die US-Amerikanerin Sharon Couch-Jewell erreichte Platz sechs, ihre Landsfrau Sheila Echols Platz sieben. Die schließlich achtplatzierte Deutsche Susen Tiedtke lag zu Beginn des Endkampfs der besten acht Springerinnen zunächst auf Rang neun, da die später disqualifizierte Medvedeva hier noch Vierte war. So wurde Tiedtke um zusätzliche drei Versuche gebracht, die ihr als Achtplatzierte zugestanden hätten.

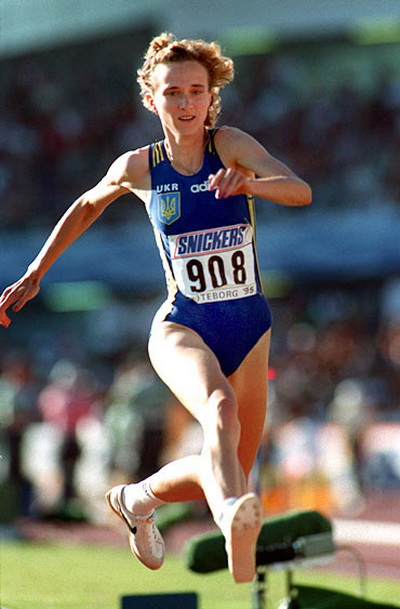
Silbermedaillengewinnerin Inessa Krawez
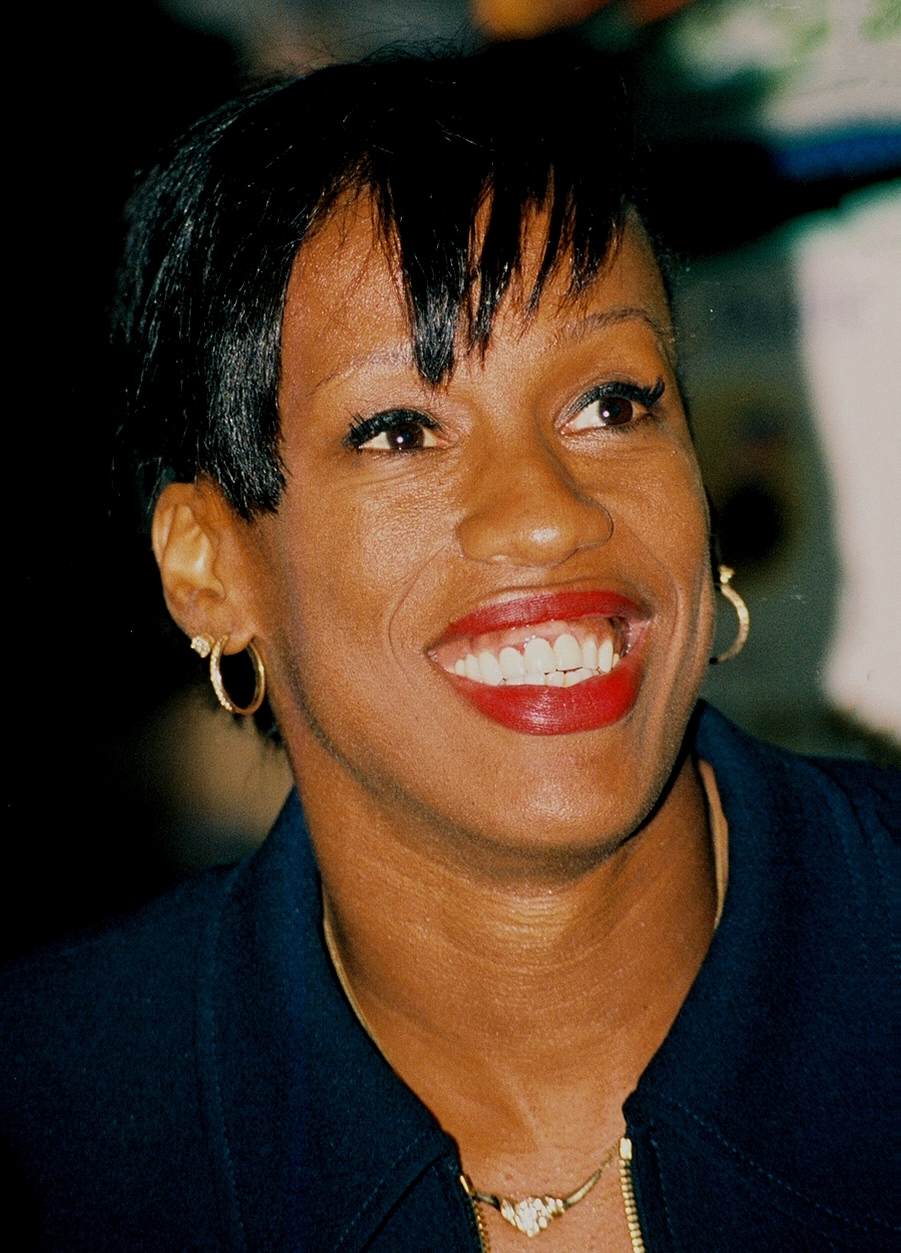
Bronze gab es für die Gewinnerin von 1988 und zweifache Siebenkampf-Olympiasiegerin (1988 und fünf Tage zuvor hier in Barcelona) Jackie Joyner-Kersee

## Videolinks
- Women's Long Jump - 1992 Olympic Games, youtube.com, abgerufen am 31. Dezember 2021
- 4073 Olympic Track & Field 1992 Long Jump Women Heike Drechsler, youtube.com, abgerufen am 31. Dezember 2021
- Historie - Heike Drechsler gewinnt Weitsprung-Gold, 7. August 2017, sportschau.de, abgerufen am 19. Februar 2018
- 4068 Olympic Track & Field 1992 Long Jump Women Inessa Kravets, youtube.com, abgerufen am 31. Dezember 2021
- 4076 Olympic Track & Field 1992 Long Jump Women Jackie Joyner-Kersee, youtube.com, abgerufen am 31. Dezember 2021
- 4061 Olympic Track & Field 1992 Long Jump Women Susen Tiedtke, youtube.com, abgerufen am 31. Dezember 2021